# Tổ chức SCP
SCP Foundation (Tổ chức SCP) là một tổ chức giả tưởng được tạo ra bởi một dự án văn học. Trong bối cảnh viễn tưởng của tổ chức, Tổ chức SCP chịu trách nhiệm việc bảo vệ, quản thúc những thực thể, sinh vật, vật thể vi phạm luật tự nhiên (được biết đến là các SCP). Nội dung của trang web bao gồm các câu chuyện mang thể loại như kinh dị, khoa học viễn tưởng, và truyền thuyết đô thị.
Trên wiki SCP Foundation, hầu hết tác phẩm bao gồm các "quy trình quản thúc đặc biệt", các tài liệu mô tả một cá thể SCP và cách để quản thúc nó. Trang cũng bao gồm nhiều "truyện", các câu chuyện ngắn xảy ra trong bối cảnh của Tổ chức SCP. Series này đã được khen ngợi vì cách truyền tải sự kinh dị thông qua phong cách viết khoa học, cũng như các chất lượng cao của các bài viết.
Trang web đã truyền cảm hứng cho nhiều tác phẩm phụ trên nhiều phương tiện khác nhau, bao gồm kịch, trò chơi điện tử và tiểu thuyết.

## Tổng quan về vũ trụ SCP
Trong bối cảnh giả tưởng của trang web, Tổ chức SCP là một tổ chức bí mật quốc tế được tin tưởng bởi các chính phủ toàn cầu để quản thúc và nghiên cứu các cá nhân, thực thể, vị trí, vật thể, hiện tượng dị thường hoạt động ngoài giới hạn của luật tự nhiên được biết đến là các "vật thể SCP", hoặc nói đơn giản là các "SCP" hoặc "skips"). Nếu không được bảo mật, các vật thể đó sẽ gây ra một mối hiểm họa trực tiếp với cuộc sống của con người và ảnh hưởng cách nhìn nhận của con người về thực tại và tính chất thông thường.
Khi một vật thể SCP được phát hiện, các đội đặc vụ ngầm của Tổ chức (thường được gọi là Đội Đặc nhiệm Cơ động (ĐĐNCĐ) hoặc Mobile Task Forces (MTF) trong tiếng Anh) được triển khai để thu thập và di chuyển vật thể đến một cơ sở của Tổ chức để bảo mật và phòng tránh việc vật thể lan ra ngoài. Các vật thể này sau đó gọi là "dị thể". Việc này được gọi là "quản thúc". Dị thể được quản thúc ngay tại khu vực phát hiện nếu việc di chuyển là không thể. Nếu một dị thể quá phổ biến, khó nắm bắt hoặc không thể tiếp cận, việc quản thúc bao gồm cắt mọi kiến thức, hiểu biết về dị thể khỏi công chúng. Việc này được thực hiện bằng cách kiểm duyệt các phương tiện thông tin đại chúng, và buộc các nhân chứng sử dụng thuốc lú để xóa bỏ trí nhớ của họ về các hiện tượng dị thường.
Một khi SCP được bảo mật tại các cơ sở bí mật của Tổ chức bởi cảnh vệ có vũ trang, chúng được nghiên cứu bởi các nhà khoa học để cải thiện các quy trình quản thúc. Tổ chức sử dụng các đối tượng người được biết đến là nhân sự cấp D (thường là tội phạm đã kết tội từ các nhà tù trên thế giới), và buộc họ phải tương tác với các SCP trong các thí nghiệm, vì mối nguy hiểm tiềm tàng từ một vài SCP và số lượng của các nhân sự cấp D. Tổ chức lưu trữ tài liệu của tất cả SCP mà họ biết đến, có thể liên kết đến các bản báo cáo và tài liệu liên quan khác. Các tài liệu đó mô tả các SCP và hướng dẫn để quản thúc và bảo mật chúng, cũng như các báo cáo thử nghiệm và sự cố.
Ngoài Tổ chức SCP, còn có các tổ Chức cạnh tranh khác với Tổ chức SCP (được biết đến là Thế lực Đáng lưu tâm (TLĐLT) hoặc Groups of Interest (GoIs) trong tiếng Anh) cũng biết đến sự tồn tại của các hiện tượng dị thường. Ví dụ về các Thế lực Đáng lưu tâm bao gồm Hỗn Kháng (Chaos Insurgency), một nhóm khủng bố bao gồm những người trước đây đào tẩu khỏi Tổ chức, và bắt giữ các dị thể để cố biến chúng thành vũ khí; hoặc Liên minh Huyền bí Toàn cầu (Global Occult Coalition - GOC), một tổ chức bán quân sự của Liên Hợp Quốc, chuyên về phá hủy các dị thể thay vì quản thúc chúng, và Xà Thủ (Serpent's Hand), một nhóm dân quân ủng hộ quyền của các thế lực dị thường, chống lại cả nỗ lực của Tổ chức SCP lẫn GOC trong việc cản trở hoạt động dị thường trên toàn thế giới. Các TLĐLT khác sử dụng dị thể để sản xuất hoặc bán chúng để thu lợi; hoặc sử dụng chúng để phục vụ các mục tiêu tôn giáo, chính trị hoặc hệ tư tưởng của họ.

### Ví dụ các SCP trong diện quản thúc

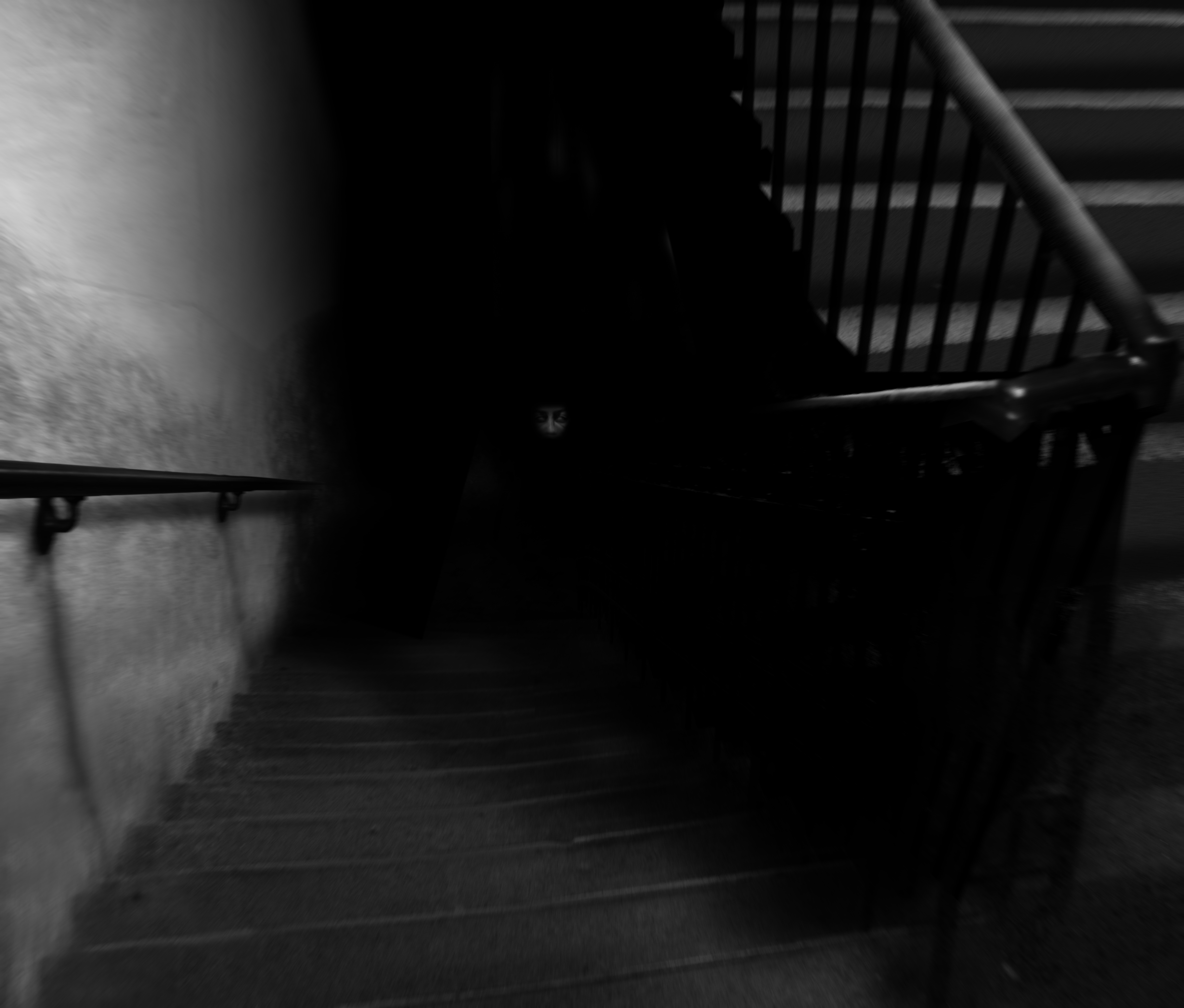
SCP-087, với SCP-087-1 trong nền

- SCP-055 là một thứ gì đó khiến cho bất kì ai phân tích nó quên đi các đặc điểm của nó, khiến cho việc mô tả SCP-055 bất khả thi trừ việc mô tả nó dưới dạng phủ định.[9]
- SCP-087 là một cầu thang trông như đi xuống mãi mãi.[10] Cầu thang là nơi sinh sống của SCP-087-1, được mô tả là một khuôn mặt không có miệng, con ngươi hoặc lỗ mũi. Tiếng trẻ khóc cũng có mặt khắp nơi, nhưng không rõ nguồn gốc; đi xuống cầu thang không ảnh hưởng đến âm lượng của tiếng kêu, mặc dù chúng dường như bắt nguồn từ "đáy" của cầu thang.[11]
- SCP-173 là một bức tượng dạng người được cấu tạo từ bê tông và sơn xịt Krylon.[9] Nó đứng yên khi được quan sát trực tiếp, nhưng nó sẽ tấn công người và bẻ cổ họ khi đường tầm nhìn với nó bị đứt, kể cả là khi chớp mắt. Nó cực kì nhanh, tới mức nó có thể di chuyển nhiều mét trong khi người quan sát nó nháy mắt.[10]
- SCP-682 là một loại sinh vật không rõ nguồn gốc giống thằn lằn khổng lồ, có trí thông minh, nhận thức và khả năng suy nghĩ. Nó dường như có mối hận thù lớn với mọi sinh vật sống, có sức khỏe, tốc độ và khả năng phản xạ cực kỳ cao, sở hữu khả năng tái tạo phi thường, dù bị ngâm trong Axit, cơ thể bị phá hủy hay cơ thể bị mục nát đến 87%
- SCP-049 là một sinh vật có hình người, cao 1m9 và nặng 93,5 kg, sở hữu vẻ ngoài giống như của các bác sỹ dịch hạch vào khoảng thế kỷ 15, 16 ở Châu Âu (trên thực tế là lớp da ngoài của nó). Sinh vật này luôn cố gắng tìm và phẫu thuật các mục tiêu của nó, nạn nhân nếu không chết thì cũng sẽ biết thành một sinh vật giống Zombie. Bất kỳ ai chạm vào nó hoặc bị nó chạm phải thường sẽ chết ngay lập tức. Nó cũng sẽ giết bất kỳ ai thấy nó đang phẫu thuật mục tiêu
- SCP-1048-A là một thực thể dị thường có hình dáng giống như con gấu bông, nhưng được làm hoàn toàn từ tai người. Khi có người ở gần, nó sẽ phát ra một tiếng rít the thé, sau đó những vật thể giống tai người  bắt đầu phát triển và bao phủ toàn bộ đối tượng trong vòng 20 giây. Lớp lông này dày đặc đến mức đủ để làm chết ngạt nạn nhân trong 3 phút
- SCP-106 là một sinh vật có hình dáng giống như một người đàn ông lớn tuổi với ngoại hình gớm ghiếc và cơ thể trông như đang trong tình trạng phân hủy. Bao phủ cơ thể nó là một chất nhầy màu đen có thể làm ăn mòn mọi loại vật liệu tiếp xúc với nó dù vô cơ hay hữu cơ. SCP 106 sở hữu khả năng đi qua mọi loại vật liệu rắn, có thể di chuyển trên mọi bề mặt thẳng đứng và treo ngược vô định. Nó cũng có thể sử dụng chất nhờn bao phủ lên một bề mặt rắn bất kỳ để biến chỗ đó thành một cánh cửa cho phép nó đi vào không gian bỏ túi của nó. Nó thường xuyên tấn công và bắt cóc con người vào không gian bỏ túi của nó
- SCP-294 là một máy cà phê mà có thể sản xuất bất cứ thứ gì có hoặc có thể tồn tại dưới dạng chất lỏng mà người sử dụng yêu cầu, kể cả có uống được hay không.[10]
- SCP-426 là một lò nướng bánh mì mà chỉ có thể được đề cập bằng ngôi thứ nhất.[note 4][10]
- SCP-1171 là một căn nhà mà cửa sổ luôn luôn được che mờ bằng sự ngưng tụ; bằng cách viết lên hơi nước ngưng tụ trên cửa sổ, có thể giao tiếp với một thực thể ngoài chiều không gian có các cửa sổ cũng được bao phủ trong trạng thái ngưng tụ. Thực thể này có thái độ thù địch đáng kể đối với con người nhưng không biết rằng các thành viên của Tổ chức là con người.[9]
- SCP-1609 là một vật chất hữu cơ có thể dịch chuyển tức thời vào phổi của bất kì ai tiếp cận nó trong trạng thái hung hăng hoặc khi mặc một số loại đồng phục.[12] Trước đây nó là một chiếc ghế có thể dịch chuyển đến bất kỳ người nào ở gần đó cảm thấy cần phải ngồi xuống, nhưng nó đã rơi vào trạng thái hung hãn hiện tại sau khi bị Liên minh Huyền bí Toàn cầu chèn vào máy cắt gỗ.[9]
- SCP-3008-1 là một cửa hàng bán lẻ kiểu IKEA có không gian bên trong vô tận không có giới hạn vật lý bên ngoài, khiến khách hàng tiềm năng bị mắc kẹt sau khi họ bị lạc trong chiều không gian bỏ túi. Nó chứa đựng một nền văn minh thô sơ được hình thành bởi những khách hàng đó, những người bị buộc phải tự vệ trước những thực thể dạng người được biết đến là SCP-3008-2, những sinh vật không có mặt giống các nhân viên IKEA , trở nên hung dữ và lặp đi lặp lại 1 câu vào ban đêm.[13]

## Phong cách viết
Trên wiki SCP Foundation, hầu hết các tác phẩm là các bài viết tách biệt nêu chi tiết về các "quy trình quản thúc đặc biệt" của một vật thể SCP. Trong một bài viết bình thường, một vật thể SCP được gán số hiệu để phân biệt và được gán một "phân loại" dựa trên độ khó của việc quản thúc dị thể SCP. Các tác giả cũng đã đặt ra những tính chất dị thể bổ sung, với Hệ thống Phân loại Dị thể (ACS) bởi người dùng Woedenaz được sử dụng rộng rãi ở các dị thể SCP phức tạp hơn. ACS sử dụng các mức độ bảo mật để phân loại SCP kỹ càng hơn dựa trên việc ai có quyền truy cập tài liệu trong vũ trụ SCP, một "phân loại quy mô" dựa trên quy mô ảnh hưởng, và một "phân loại hiểm họa" dựa trên mối nguy hiểm mà dị thể gây ra cho một cá nhân nào đó. Tài liệu sau đó nói về các quy trình quản thúc và an toàn, và mô tả vật thể SCP. Phụ lục, như ảnh, dữ liệu nghiên cứu hay cập nhật trạng thái, cũng có thể được đính kèm trong tài liệu. Các báo cáo được viết với một giọng điệu khoa học và thường xuyên "giấu" thông tin. Kể từ tháng 8 năm 2021, có gần 6600 bài viết về các vật thể SCP; các bài viết mới luôn được thêm thường xuyên. Bài viết có danh sách dưới dạng Series; danh sách hàng nghìn bài viết theo thứ tự số tăng dần với tiêu đề đứng sau (ví dụ: SCP-001 - Đang Đợi Tiêu Hủy [Bị Khóa])
Trang SCP Foundation chứa hơn 4,200 truyện ngắn gọi là "Foundation Tales". Các câu chuyện được đặt trong thế giới của Tổ chức SCP, và thường tập trung hoặc đề cập nhân sự của Tổ chức hoặc các vật thể SCP. Gregory Burkart, viết cho Blumhouse Productions, lưu ý rằng một số truyện có nội dung tối và ảm đạm, trong khi một số khác lại "nhẹ nhàng một cách đáng ngạc nhiên".
Trang SCP Foundation thiếu một cốt truyện chung, nhưng các câu chuyện trên wiki thường được liên kết với nhau để tạo ra những câu chuyện lớn hơn.  Người đóng góp có khả năng tạo "canon", là các cụm SCP và truyện có vị trí, nhân vật hoặc cốt truyện trung tâm giống nhau. Nhiều "canon" có các trang trung tâm giải thích khái niệm cơ bản của chúng và cung cấp thông tin như mốc thời gian và danh sách nhân vật.
Thể loại của trang SCP Foundation đã được mô tả là khoa học viễn tưởng, truyền thuyết đô thị, kinh dị và creepypasta.

## Cộng đồng
Series SCP Foundation bắt đầu trong mục "paranormal" (siêu nhiên) /x/ của 4chan, nơi mà vật thể SCP và quy trình quản thúc đầu tiên, SCP-173, được đăng bởi một người dùng ẩn danh vào năm 2007. Ban đầu là một câu chuyện ngắn riêng biệt, nhiều vật thể SCP và quy trình quản thúc được tạo ra sau đó; những SCP đó đã sao chép phong cách viết của SCP-173 và đặt trong cùng một bối cảnh viễn tưởng. Một wiki riêng biệt được tạo vào tháng 1 năm 2008 trên dịch vụ wiki EditThis để hiển thị các bài viết SCP. Trang EditThis này không có kiểm duyệt viên, hoặc khả năng xóa bài. Các thành viên liên lạc qua từng trang thảo luận của các bài viết SCP và diễn đàn /x/; trang web thiếu một diễn đàn chung. Vào tháng 7 năm 2008, series SCP Foundation được chuyển sang Wikidot sau khi EditThis chuyển sang cung cấp dịch vụ trả phí. Do sự thiếu ổn định của nền tảng Wikidot ngày một gia tăng, Ban Chuyên môn Kĩ thuật thuộc nhóm quản trị trang SCP Foundation tiếng Anh đang phát triển một nền tảng mới có tên gọi là "Wikijump" để thay thế lâu dài nền tảng Wikidot.
Trang hiện tại có các tính năng cơ bản của wiki như tìm kiếm theo từ khóa và danh sách bài viết. Wiki cũng bao gồm bảng tin tức, hướng dẫn cho tác giả và một diễn đàn trung tâm. Wiki được kiểm duyệt bởi các nhóm nhân viên; mỗi nhóm đảm nhiệm các mục đích khác nhau. Các thành viên được yêu cầu gửi một đơn đăng kí trước khi họ được đăng nội dung. Mỗi bài trên trang đều có 1 trang thảo luận riêng, nơi các thành viên có thể đánh giá và đưa ra những lời nhận xét mang tính xây dựng đối với những tác phẩm đã gửi. Các trang thảo luận thường xuyên được các tác giả sử dụng để cải thiện tác phẩm của họ. Các thành viên cũng có khả năng chọn xem họ có thích một tác phẩm nào đó hay không; bài viết được quá nhiều người không thích sẽ bị xóa. Các tác giả từ Daily Dot và Bustle đã lưu ý rằng trang web duy trì các tiêu chuẩn kiểm soát chất lượng nghiêm ngặt và nội dung kém có xu hướng bị xóa nhanh chóng.
Trang tổ chức các cuộc thi viết sáng tạo định kì để khuyến khích gửi tác phẩm. Ví dụ, tháng 11 năm 2014 trang đã tổ chức cuộc thi "Dystopia Contest" trong đó các thành viên của trang được khuyến khích gửi các bài viết về Tổ chức trong bối cảnh một thế giới ảm đạm hoặc suy thoái.

Logo chi nhánh tiếng Việt

Ngoài trang tiếng Anh gốc, 15 trang dịch thuật được công nhận chính thức tồn tại, và một vài bài viết bởi chính cộng đồng của họ đã được dịch sang tiếng Anh. Trong đó, chi nhánh tiếng Việt của SCP Foundation được thành lập khoảng năm 2016-2017, và được công nhận chính thức ngày 15 tháng 10 năm 2021. The Wanderer's Library (Thư viện của Lãng Khách) là một trang chị em của trang SCP Foundation. Nó được đặt trong bối cảnh giống trang SCP Foundation, nhưng bao gồm các câu chuyện tưởng tượng thay vì các bản báo cáo khoa học. Trang SCP Foundation cũng có một cộng đồng nhập vai (roleplay), diễn đàn trên Reddit, một nhóm DeviantArt, hai blog trên Tumblr, và tài khoản Facebook và Twitter.

## Đón nhận
Trang SCP Foundation đã đón nhận các nhận xét và phản hồi rất tích cực. Michelle Starr của CNET ca ngợi tính chất rùng rợn của series. Gavia Baker-Whitelaw, viết cho The Daily Dot, ca ngợi tính độc đáo của SCP Foundation và mô tả nó là "tác phẩm kinh dị hấp dẫn độc đáo nhất trên Internet". Cô lưu ý rằng các quy trình quản thúc đặc biệt hiếm khi chứa các yếu tố kinh dị. Thay vào đó, sự kinh dị của series thường được thiết lập thông qua phong cách "ngữ dụng" và "vô cảm" của các báo cáo, cũng như thông qua việc đưa vào chi tiết. Lisa Suhay, viết cho Christian Science Monitor, cũng ghi nhận "phong cách hài hước trong khi nghiêm túc" của SCP Foundation.
Alex Eichler, viết cho io9, nói rằng loạt bài này có các mức chất lượng khác nhau và một số báo cáo buồn tẻ hoặc lặp đi lặp lại. Tuy nhiên, ông khen ngợi SCP Foundation vì đã không trở nên quá tăm tối và chứa nhiều báo cáo nhẹ nhàng hơn. Ngoài ra, ông ca ngợi sự đa dạng của các khái niệm được đề cập trong báo cáo và nói rằng SCP Foundation có các bài viết sẽ thu hút tất cả độc giả. Leigh Alexander, viết cho The Guardian, lưu ý rằng hệ thống bình chọn của wiki cho phép người đọc dễ dàng tìm thấy nội dung mà "cộng đồng cho là hay nhất và đáng sợ nhất."
Winston Cook-Wilson, viết cho Inverse, đã so sánh SCP Foundation với các tác phẩm của tác giả người Mỹ H. P. Lovecraft. Giống như Lovecraft, các tài liệu của SCP Foundation thường thiếu các chuỗi hành động và được viết bằng giọng điệu giả học. Cook-Wilson lập luận rằng cả các tác phẩm của Lovecraft và các tác phẩm của SCP Foundation đều được củng cố bởi sự căng thẳng giữa giọng điệu khoa học tách rời của chúng và bản chất đáng lo ngại của những câu chuyện được kể.
Bryan Alexander, viết trong The New Digital Storytelling, tuyên bố rằng SCP Foundation có thể là "thành tựu tiên tiến nhất của nghệ thuật kể chuyện trên wiki" do quy trình quy mô lớn và lặp lại mà qua đó cơ sở người dùng của SCP Foundation tạo ra nội dung văn học.
Andrew Paul, viết cho Dark(ish) Web trên Medium, ghi nhận sự đa dạng về phong cách xuyên suốt các tác phẩm và liên hệ giữa định dạng viết ngắn với các xu hướng hiện tại trong phương tiện kỹ thuật số như Snapchat và Vine. Anh cũng mô tả sự tương đồng với giọng điệu chính trị.

## Ảnh hưởng văn hóa
SCP Foundation: Iris Through the Looking-Glass là một series tiểu thuyết viết bởi Akira và minh họa bởi Sidu. Cuốn sách tập trung vào một cậu bé bị Tổ chức SCP bắt cóc sau khi cậu nhìn thấy hình ảnh của Iris, một SCP nữ, trong mỗi cuốn sách cậu mở ra; cậu bé và Iris buộc phải hợp tác để thoát khỏi Tổ chức. Bộ tiểu thuyết bắt đầu xuất bản tại Nhật Bản vào tháng 9 năm 2018, và được xuất bản bởi Seven Seas Entertainment Bắc Mỹ vào tháng 1 năm 2020.
Vào tháng 10 năm 2014, một vở kịch sân khấu mang tên Welcome to the Ethics Committee (Chào mừng đến với Ủy ban Đạo đức) được biểu diễn ở Dublin tại Nhà hát Smock Alley. Vở kịch tập trung vào Ủy ban Đạo đức của Tổ chức SCP, một ủy ban tạo ra nhằm giới hạn các quy trình quản thúc phi đạo đức. Vào giữa năm 2016, cuộc Triển lãm âm nhạc mới Glasgow dưới sự chỉ huy của nhạc trưởng Jessica Cottis đã trình diễn các tác phẩm lấy cảm hứng từ trang SCP Foundation tại lễ hội Plug thường niên lần thứ 10 của âm nhạc đương đại.

### Trò chơi điện tử
Trang SCP Foundation đã lấy cảm hứng cho một số trò chơi điện tử:
- SCP – Containment Breach, một trong những trò chơi điện tử phổ biến nhất dựa trên trang SCP Foundation,[9][18] được phát hành bởi nhà phát triển Phần Lan Joonas Rikkonen vào năm 2012.[46][47] Nhân vật người chơi là một nhân sự cấp D giấu tên cố gắng trốn thoát khỏi một cơ sở quản thúc.[48] Người chơi phải tránh những người bảo vệ có vũ trang của Tổ chức và các SCP trốn thoát, bao gồm cả SCP-173.[48] Trò chơi bao gồm chức năng chớp mắt, khiến người chơi nhắm mắt và cho phép SCP-173 tiếp cận.[9]
- SCP: Secret Laboratory là một trò chơi nhiều người chơi dựa trên Containment Breach. Người chơi có quyền lựa chọn vào vai các SCP, nghiên cứu viên, nhân sự cấp D, lực lượng an ninh bảo vệ cơ sở của Tổ chức hoặc thế lực Hỗn Kháng.[49]
- Các trò chơi điện tử khác bao gồm SCP-3008 (bối cảnh đặt trong SCP-3008)[47] và SCP-087 (một trò chơi kinh dị về việc đi xuống SCP-087).[50]
- Control, một trò chơi điện tử phát triển bởi Remedy Entertainment, được tiết lộ lần đầu tại E3 2018 và phát hành vào tháng 8 2019.[51] Trò chơi điện tử lấy cảm hứng nhiều từ trang SCP Foundation, với trò chơi tập trung vào một Cục Kiểm soát Liên bang hư cấu chuyên thu thập các vật thể có ảnh hưởng huyền bí để nghiên cứu và bảo mật.[52][53]